# Благовещение (картина Мемлинга)
«Благове́щение» — картина, приписываемая нидерландскому художнику Раннего Возрождения Хансу Мемлингу. Работа выполнена масляными красками на дубовой доске. Искусствоведы считают, что на картине изображено евангельское событие Благовещения, описанное в Евангелии от Луки. Во время события Архангел Гавриил возвестил Деве Марии о том, что скоро она станет матерью Иисуса Христа (Лк. 1:26—33). Изображение было закончено к 1482 году и частично перенесено на холст в 1920-е годы. В настоящее время работа находится в составе коллекции Роберта Лемана, экспонируемой в нью-йоркском Метрополитен-музее.
Мемлинг изобразил Деву Марию с двумя сопровождающими ангелами в современной живописцу домашней обстановке. Архангел Гавриил облачён в церковные одеяния, в то время как над головой Девы Марии парит голубь — христианский символ Святого Духа. Композиционно работа пересекается с сюжетом крыла «Алтаря Святого Колумба», выполненного Рогиром ван дер Вейденом в 1455 году. Искусствовед Марьян Эйнсворт описывает работу как «поразительно оригинальный образ, богатый на значения для зрителя или ценителя».
Иконография Мемлинга подчёркивает чистоту и невинность Богородицы, а её предобморочное состояние является аллегорией предстоящего распятия Христа. Изображение подчёркивает роль Девы Марии как матери, невесты и Царицы Небесной. Оригинальная рама работы сохранилась вплоть до XIX века, однако среди искусствоведов ведутся споры об обозначенной на ней дате создания изображения. Считается, что доска была создана в 1482 году, однако некоторые современные исследователи предполагают, что изображение может относиться к 1489 году. В 1847-м художественный критик Густав Вааген охарактеризовал картину как одну из самых «лучших и оригинальных работ Мемлинга». В 1902 году изображение экспонировалось на выставке раннего нидерландского искусства в Брюгге, после которой его почистили и отреставрировали. В 1920-м коллекционер Филипп Леман выкупил работу у семьи Радзивилл, которая, предположительно, владела ей начиная с XVI века. Антоний Радзивилл обнаружил дубовую доску в одном из семейных владений в начале XIX века. На тот момент находка была проколота стрелой и остро нуждалась в реставрации.

## Описание

### Благовещение

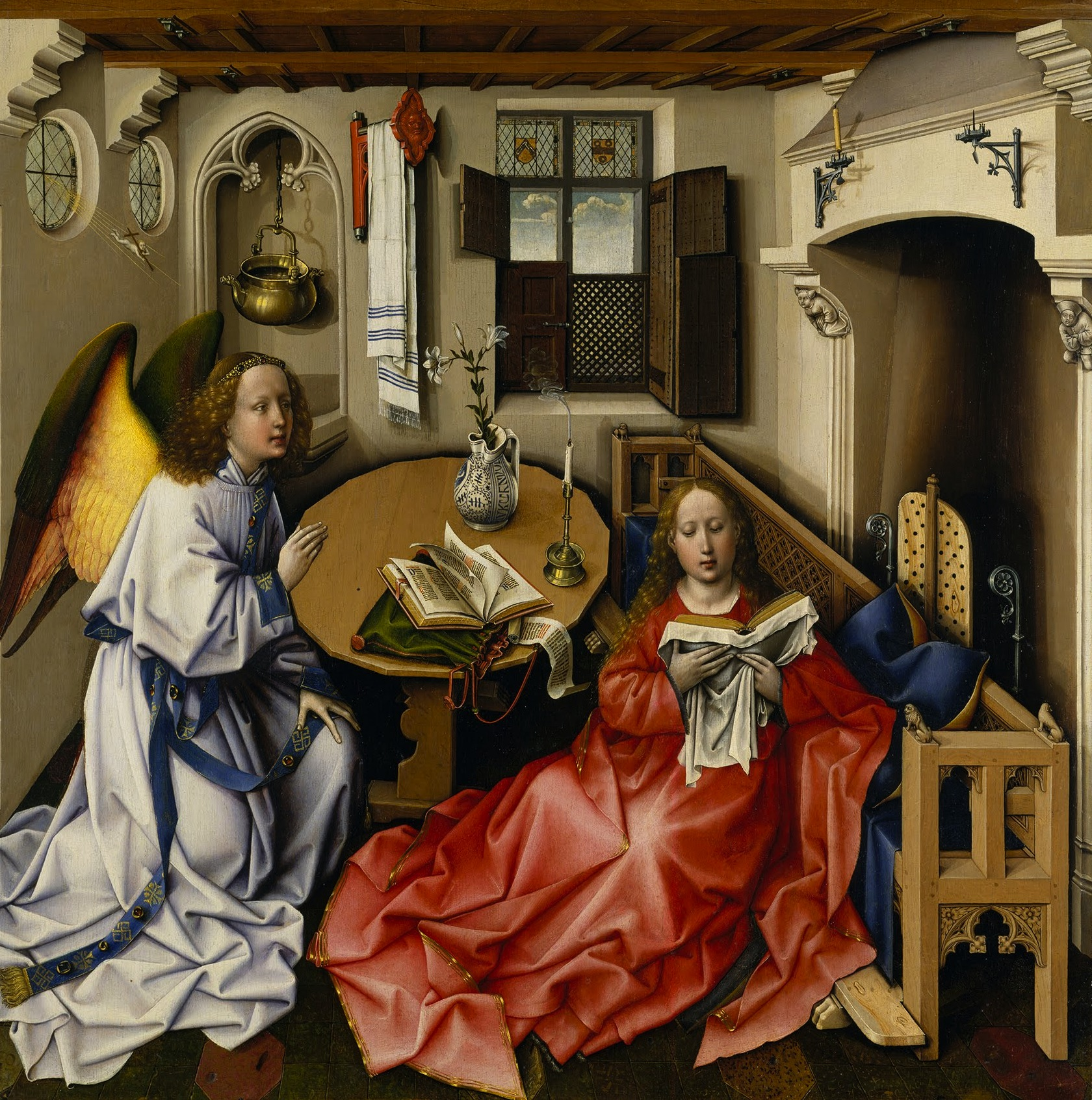
«Алтарь Мероде» из музея Клойстерс, выполненный Робером Кампеном в 1420-е годы. На полотне изображены общепринятые предметы иконографии того периода – камин и ваза с цветами

В Католической и Православной церквях Благовещением считается день, когда празднуется возвещение Архангелом Гавриилом Деве Марии о предстоящем рождении во плоти Иисуса Христа. Событие Благовещения стало популярным мотивом в живописи позднего Средневековья. Дева Мария изображена как Богоматерь, носитель божественного, что было догматически закреплено Эфесским собором в 431 году. Два десятилетия спустя, Халкидонский собор закрепил доктрину Боговоплощения или богочеловечности Христа, в то время как вечная девственность Девы Марии была подтверждена Латеранским собором в 631 году. В живописи Византийского периода сцены Благовещения художники изображают Деву Марию сидящей на троне с королевскими регалиями в руках. Произведения последующих веков изображали её в замкнутых пространствах — храмах, церквях, садах.

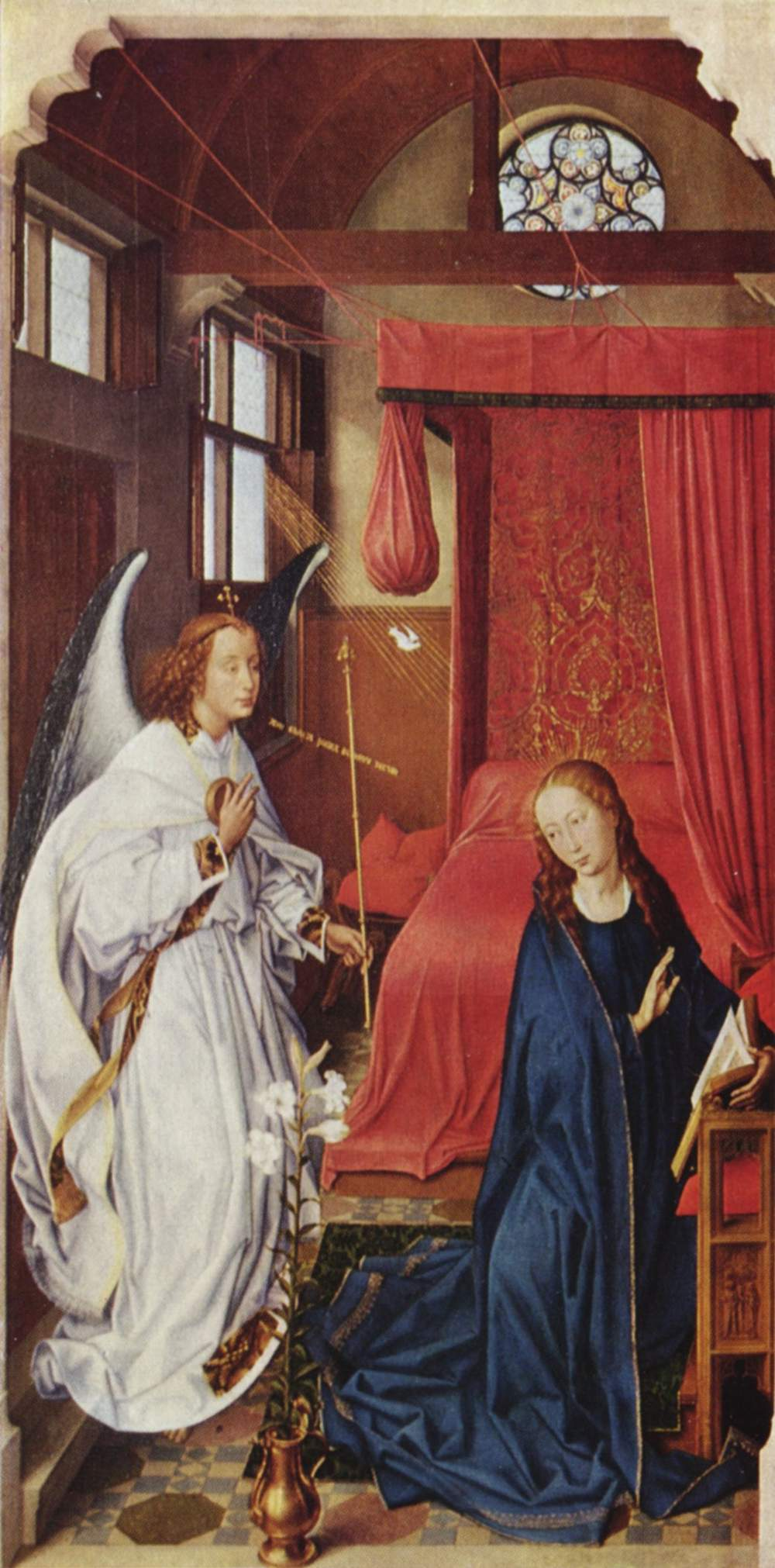
Левое крыло «Алтаря Святого Колумба», выполненного Рогиром ван дер Вейденом в 1455-м году. Через открытое окно лучи света падают на Богородицу. Алтарь экспонируется в Старой пинакотеке, Мюнхен

В ранней нидерландской живописи событие Благовещения обычно изображалось в современных живописцам домашних интерьерах. Основоположником традиции стал Робер Кампен, его примеру последовали Ян ван Эйк и Рогир ван дер Вейден. Мемлинг стал одним из первых художников, изобразивших сцену Благовещения в опочивальне, хотя уже в работах  ван дер Вейдена «Благовещение» (1435) и «Алтарь Святого Колумба» (1455) Богородица изображена стоящей на коленях у брачной кровати, окрашенной красным дорогим пигментом. Работа Мемлинга практически тождественна Благовещению, выведенному Вейденом в «Алтаре святого Колумба».

### Фигуры
Во время события Благовещения Архангел Гавриил является перед Девой Марией с новостью, что она вынашивает Сына Божьего. На картине Гавриил изображён в три четверти, одетым в ризу и с небольшой украшенной драгоценностями диадемой на голове. Поверх альбы и амикта надета богато вышитая красно-золотая парчовая капа, окантованная серыми изображениями серафимов и колесниц. В одной руке Архангел держит свой посох, а другую протягивает Деве Марии. Одновременно он преклоняет перед ней свои колени, почитая и признавая её статус матери Христа и Царицы Небесной. Его ноги босы и расположены слегка позади ступней Богородицы.
Дева Мария стоит на переднем плане , прямо за ней находится кровать, которую обрамляют красные занавески, напоминающие традиционный почётный навес или балдахин. До Мемлинга Дева Мария традиционно изображалась в украшенной драгоценными камнями одежде. Однако в отличие от своих предшественников художник изобразил Богородицу в простом белом платье с синей накидкой, камни украшают только подол и вырез платья. В районе шеи и запястий видно фиолетовое подплатье, символизирующее королевское происхождение. Услышав возвещение Архангела Гавриила, она не выглядит удивлённой или испуганной. По мнению Блума, сцена представлена с позиции натурализма и успешно иллюстрирует «перевоплощение Марии из девушки в носительницу божественного начала».

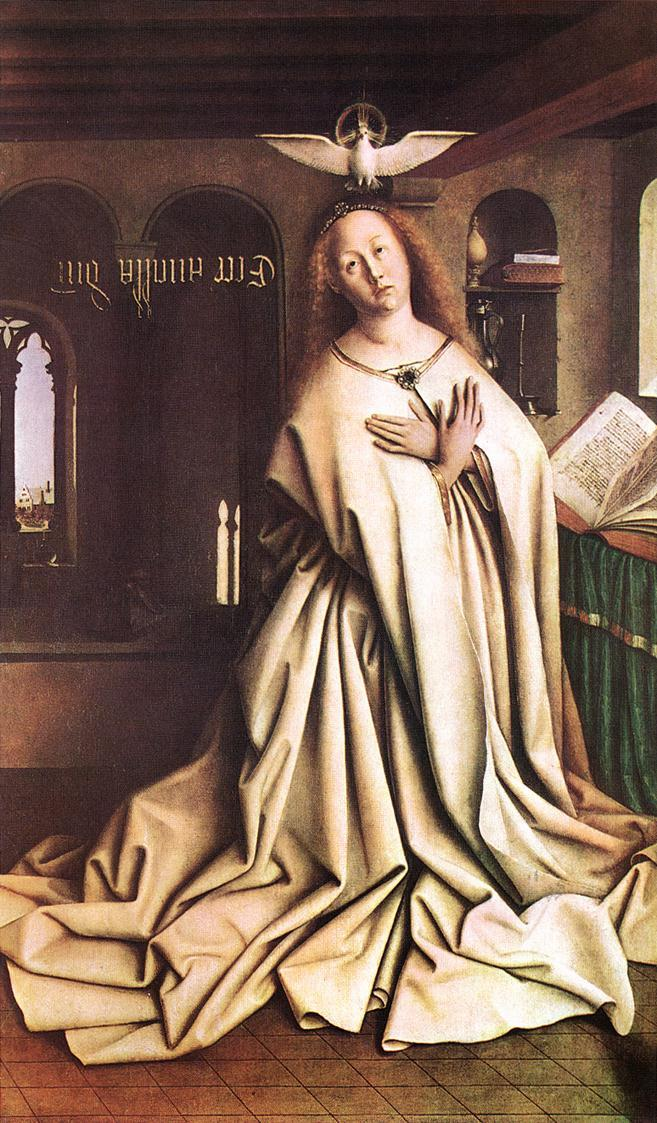
«Благовещение» Ян ван Эйка, боковая створка Гентского алтаря. На работе видна надпись, помещённая на луче устремлённого к Богородице света, а также голубь Святого Духа, который парит над её головой

Подход Мемлинга к изображению Богородицы оказался новаторским. Её поза выглядит неопределённой, как будто она либо поднимается, либо, наоборот, теряет сознание. Подобное изображение значительно отличается от работ других художников, писавших Деву Марию сидящей или стоящей на коленях. Блум отмечает, что «можно напрасно искать в других благовещенских крыльях алтарей XV века похожее изображение Девы Марии». Искусствовед Пенни Джолли предполагает, что Богородица находится в родовой позе. Рогир ван дер Вейден также экспериментировал с мотивом деторождения в «Алтаре семи таинств», где после падения Девы Марии в обморок её тело принимает родовую позу. Работа Мемлинга также похожа на вейденовскую картину «Снятие с креста», на которой Мария Магдалина преклоняет колени и приседает – такую же позу Магдалена Мемлинга принимает в картине «Оплакивание». С двух сторон Богородицу придерживают ангелы. Тот, что слева, придерживает мантию. Другой ангел смотрит прямо на зрителя, по словам Эйнсворт, «выпрашивая нашу реакцию». Оба ангелы изображены невысокими, с торжественным видом, и, по словам Блума, находятся «в одном настроении с Гавриилом». Помимо присутствия ангелов, Мемлинг изображает типичную фламандскую спальню XV века высшего купеческого класса.

### Предметы
Над головой Девы Марии изображён парящий внутри радужного круга света голубь, отождествляющий торжество святого духа. Его положение и размер нехарактерны для живописи того периода и не похожи на картины ван дер Вейдена и другие работы Мемлинга. Единственное сходство может быть найдено с голубем Яна ван Эйка на «благовещенском» крыле «Гентского алтаря». Подобный образ голубя встречался на медальонах того времени, которые подвешивали над кроватями. Таким образом, его изображение соответствовало интерьерам того времени.
Левая рука Марии лежит на молитвеннике, открытом на аналое. Согласно Эйнсворт, на изображении можно разглядеть букву «D», предположительно обозначающую Deus tecum («Бог с тобой»). Блум также предполагает, что пассаж взят из Ис. 7:14: «Вот дева должна зачать и родить сына». Напротив стоит  ваза с белоснежной лилией и голубым ирисом.
Мешок для штор в форме узла, часто встречающийся на кроватях того периода, изображён на центральной части картины, между Гавриилом и одним из ангелов. На прикроватном серванте стоят верёвочный фитиль, подсвечник и колба с водой, на которую падает яркий свет из окна . На полу выложена разноцветная плитка, похожая на покрытие из «Алтаря Святого Колумба» ван дер Вейдена. Стропила потолка заканчиваются рядом с краем кровати, а пол зрительно выходит на передний план. По словам Блума, так создаётся эффект «открытой сцены для святых фигур».

## Иконография
В своей работе Мемлинг старается избежать излишнего использования посторонней символики, в связи с чем иконография получилась не слишком детальной. Большинство использованных элементов подчёркивают роль материнства Марии, в то время как комната обставлена простыми предметами, акцентирующими её невинность. Ваза с лилиями и стоящие на буфете предметы являлись теми объектами, с которыми современники Мемлинга ассоциировали Деву Марию. Художники часто использовали белые лилии для подчёркивания присущих Деве Марии невинности и чистоты, в то время как ирисы или гладиолусы были метафорами её страдания. Мемлинг подчёркивает символы, ассоциирующиеся с её утробой и девственностью, и «изображает двух ангельских священников, и наполняет комнату естественным освещением, тем самым переставляя повседневную обстановку, чтобы подчеркнуть доктринальное значение». Французский искусствовед Шарль Стерлинг характеризует работу как «один из самых лучших примеров способности Мемлинга взять унаследованную от предшественников изобразительный приём и выделить в нём эмоциональный компонент и сложность повествования».

### Свет

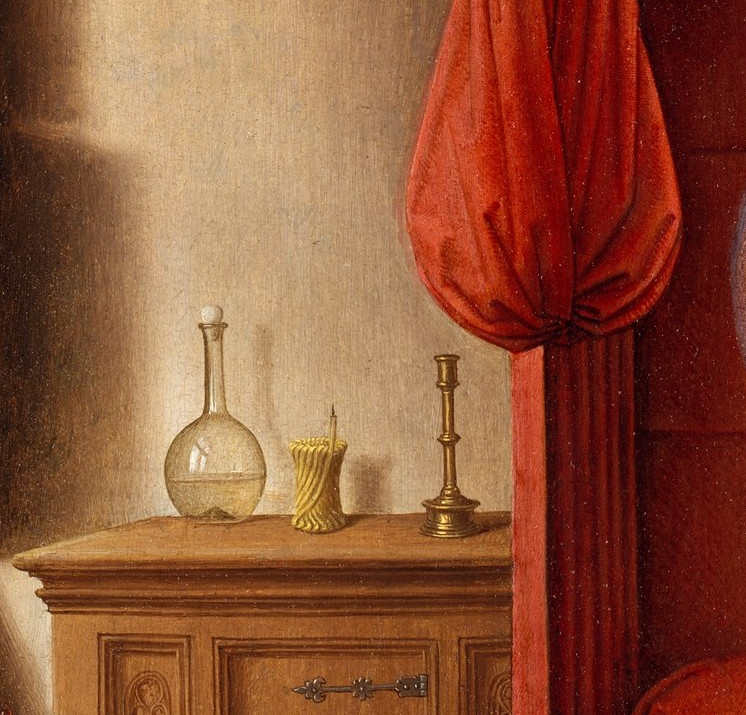
Фрагмент падающего на сервант света. Изображены сосуд с чистой водой, верёвочный фитиль, подсвечник и мешок для штор

Начиная с IX века, свет становится символом Девы Марии и боговоплощения. Историк Миллард Мисс отмечает, что с XII века традиционным живописным подходом к изображению боговоплощения стало проходящий через стекло свет, символизирующий прохождение Святого Духа через тело Богородицы. Бернард Клервоский уподобил его солнечному свету: «Подобно тому, как сияние солнца наполняет стеклянное окно и проникает сквозь него, не повреждая его, и пронзает его твёрдую форму с незаметной тонкостью, не причиняя ни боли при входе, ни разрушения при выходе; тем же образом Слово Божие, величие Отца, вошло в девственную полость, а затем вышло из закрытого чрева».
Три предмета на тумбочке символизируют невинность Девы Марии: сосуд с водой, подсвечник, верёвочный фитиль. Свет, проходящий через сосуд в форме чрева, символизирует её плоть, пронизанную божественным светом. Чистая и спокойная вода репрезентируют невинность Богородицы на момент зачатия . Подобные приёмы использовались и в более ранних работах в качестве метафоры святости Девы Марии. Другой маленькой деталью, в которой «Мемлинг накладывает одну прозрачную символическую форму на другую», стало отражение в сосуде оконной решётки в форме креста — символа распятия.

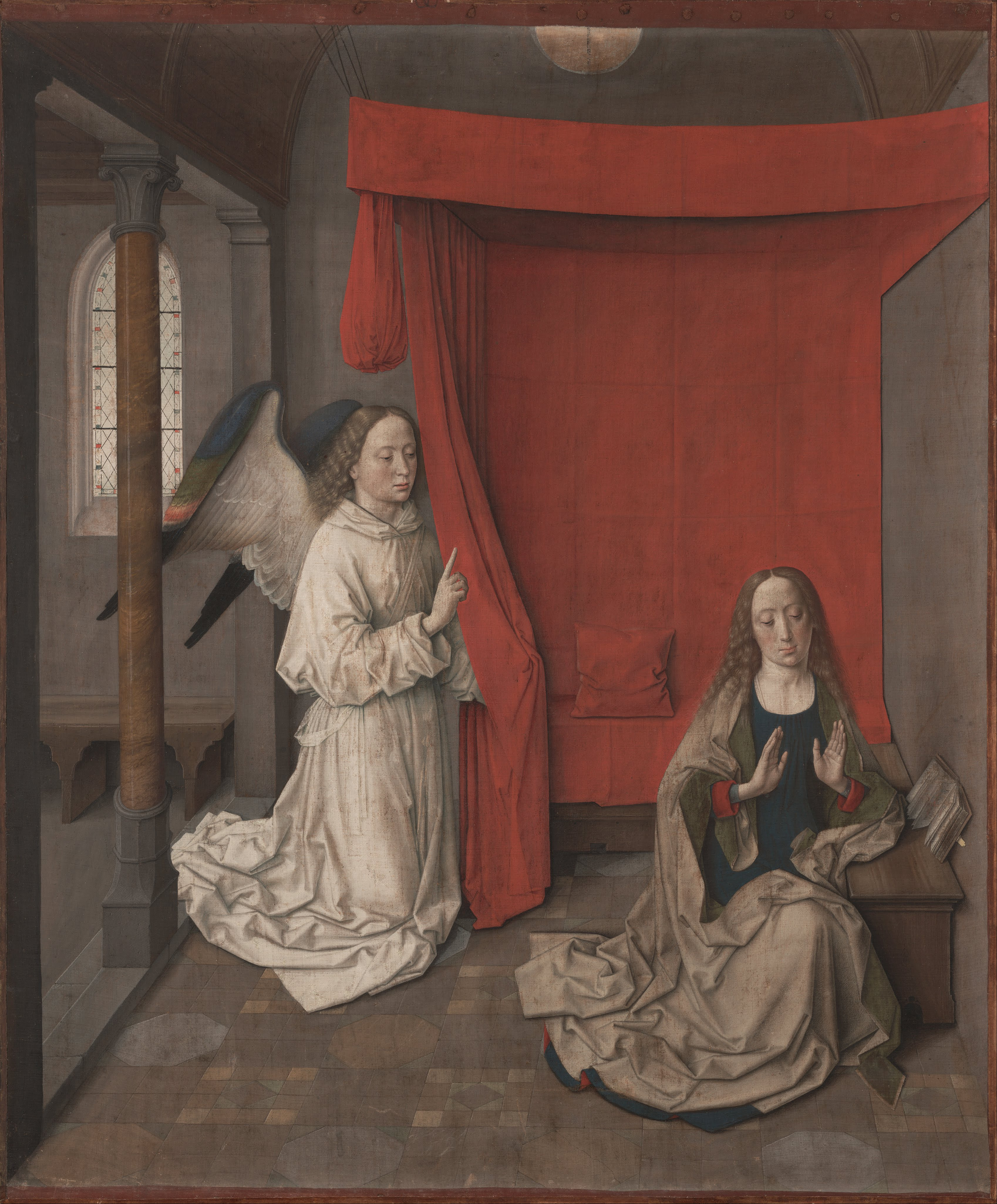
Работа Дирка Баутса «Благовещение», 1450-е годы. Центр Гетти, Лос-Анджелес

В художественной традиции того времени свет свечей также символизировал Деву Марию и самого Иисуса. В своих изображениях сцен Благовещения художники Робер Кампен и Ян ван Эйк помещали камин или горящие свечи . Согласно Марьян Эйнсворт, изображённый Мемлингом подсвечник без свечи и верёвочный фитиль без огня символизируют мир до Рождения Христа и появления его божественного сияния.
Для художников, писавших сцены Благовещения, особую трудность представляло изображения момента Воплощения или момента, когда «Логоса» вочеловечивается. Живописцы часто писали исходившие от Гавриила или ближайшего окна лучи света, которые входили в тело Марии. Таким образом, иллюстрировался факт рождения Христа, «который населял её и проходил через её тело». Иногда на лучах света была изображена надпись, входившая, таким образом, в ухо Богородицы и символизирующая воплощение Слова в плоть.
Также как и Дирк Баутс в своей работе «Благовещение», Мемлинг не стал изображать свет в виде отдельных лучей. Однако комната хорошо освещена солнечным светом, изображая fenestra incarnationis [торжество инкарнации], что было понятно зрителям того времени. К середине XV века Деву Марию начали часто изображать в комнате или келье рядом с открытым окном, через который проходили лучи света. По словам Блума, комната Мемлинга с окном, через которое проникает свет, является практически «указанием на целомудрие Марии». Художник не изобразил свитки или подарки, которые указывали бы на согласие Девы Марии, однако оно и так очевидно через её позу принятия, которая, по мнению Стерлинга, кажется и покорной, и активной.

### Дева Мария

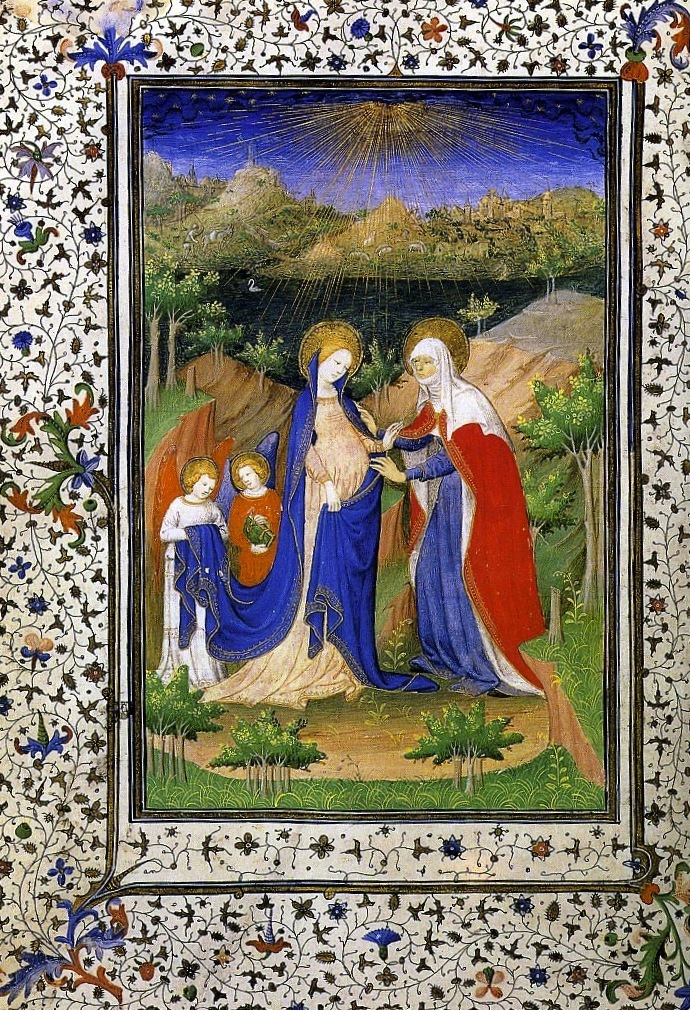
«Благовещение», выполненное мастером Бусико. Редкий пример Девы Марии с сопровождающими ангелами, поддерживающими её одежды

Превращение Девы Марии в Богородицу показано красным цветом на картине — кроватью и «чревообразным» занавесом. В XV веке висячие кровати или занавески считались символами Боговоплощения и «символизировали человеческую сущность [Христа]». Блум отмечает, что во времена «когда художники не стеснялись изображать грудь Девы Марии, Мемлинг не стеснялся изображать её чрево». Человеческая сущность Христа была источником вдохновения для художников, однако только в нидерландской живописи было найдено решение изображать его зародышевое состояние через шторы, подвешенные в завязанный узлом мешок, символизирующий лоно Девы Марии.
Тело Марии становится скинией, содержащий сакральный хлеб во плоти. Она перевоплощается в объект божественного, «дароносицу, хранящую Спасителя внутри». Её округлённый живот и изображённый сверху голубь символизирует, что зачатие Христа уже произошло. Символы распятии и оплакивания Христа напоминают о жертве Иисуса, «таким образом, ожидая жертву Христа для спасения человечества уже в момент его зачатия». По мнению теологов, Мария с честью прошла испытание распятием. Однако традиционное изображение Богородицы в XV веке подразумевало нахождение в предобморочном состоянии. Согласно Джолли: «в агонии при виде её умирающего сына;… принимая позу матери в муках от боли во время родов». На кресте она чувствовала боль его смерти. Боль, которую она не испытывала при его рождении.

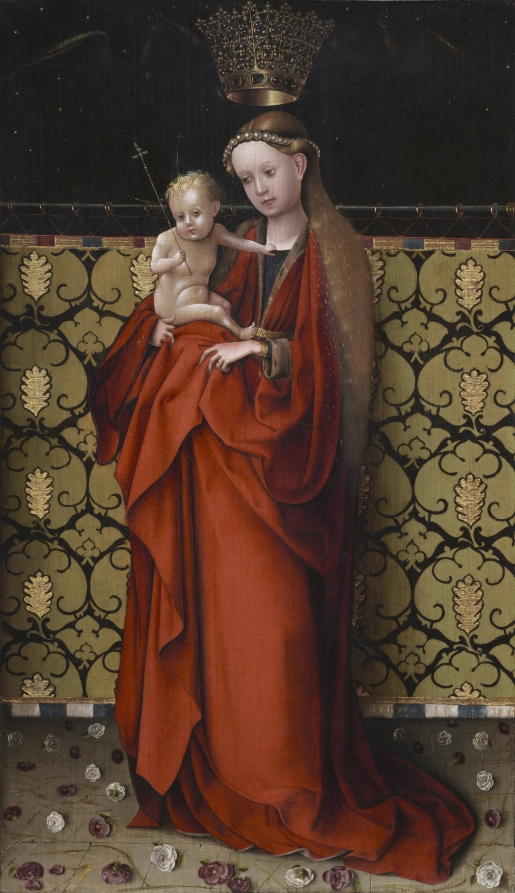
«Богоматерь, коронованная ангелами» (1450), Штефан Лохнер. Работа изображает Богоматерь в роли Царицы Небесной с двумя сопровождающими ангелами, коронующими её. Экспонируется в Художественном музее Кливленда

Семейный характер картины противоречит её литургическому значению. Голубь является напоминанием Евхаристии и мессы. Искусствовед Лотте Бранд Филипп отмечает, что на протяжении XV века «евхаристические сосуды, выполненные в виде голубей и подвешенные над алтарями,… опускали в момент пресуществления». Предполагается, что как Святой Дух наполняет хлеб и вино, также он даёт жизнь чреву Девы Марии. Мария несёт в себе Тело и Кровь Господа, её посещают три священнических ангела. Роль Марии заключается в том, чтобы родить «Спасителя Мира»; а ангелы «поддерживают, навещают и защищают её лоно». С рождением Христа её «чудотворное чрево прошло финальное испытание», чтобы затем стать объектом почитания.

### Невеста Христа
Мемлинг изображает Деву Марию как Невесту Христа, которая собирается принять на себя роль Царицы Небесной. Сопровождающие её ангелы указывают на королевский статус. Традиционно ангелы в сцене Благовещения изображались парящими над головой Марии с короной в руках, некоторые немецкие художники также предпочитали писать их парящими близко к телу. Однако сопровождающие ангелы практически никогда не приближались настолько близко к Богородице, чтобы касаться её. Существует только одна известная версия похожего изображения — иллюстрированный манускрипт «Благовещение», созданный в начале XV века Мастером Бусико. В его интерпретации мантия беременной Девы Марии находится в руках сопровождающих её ангелов. Об этой картине Блум говорил, что «её [Девы Марии] королевская внешность, несомненно, ознаменовывает момент трансформации Марии в Богородицу». Мемлинг часто изображал пару ангелов в облачениях, посещающих Богородицу, но эти фигуры из «Благовещения» облачены в простые амикты и альбы, что более не встречалось в других работах художника. У этих ангелов была двойная задача — «преподносить евхаристическое приношение и провозглашать Марию-невесту и королеву».

## Стиль и влияние

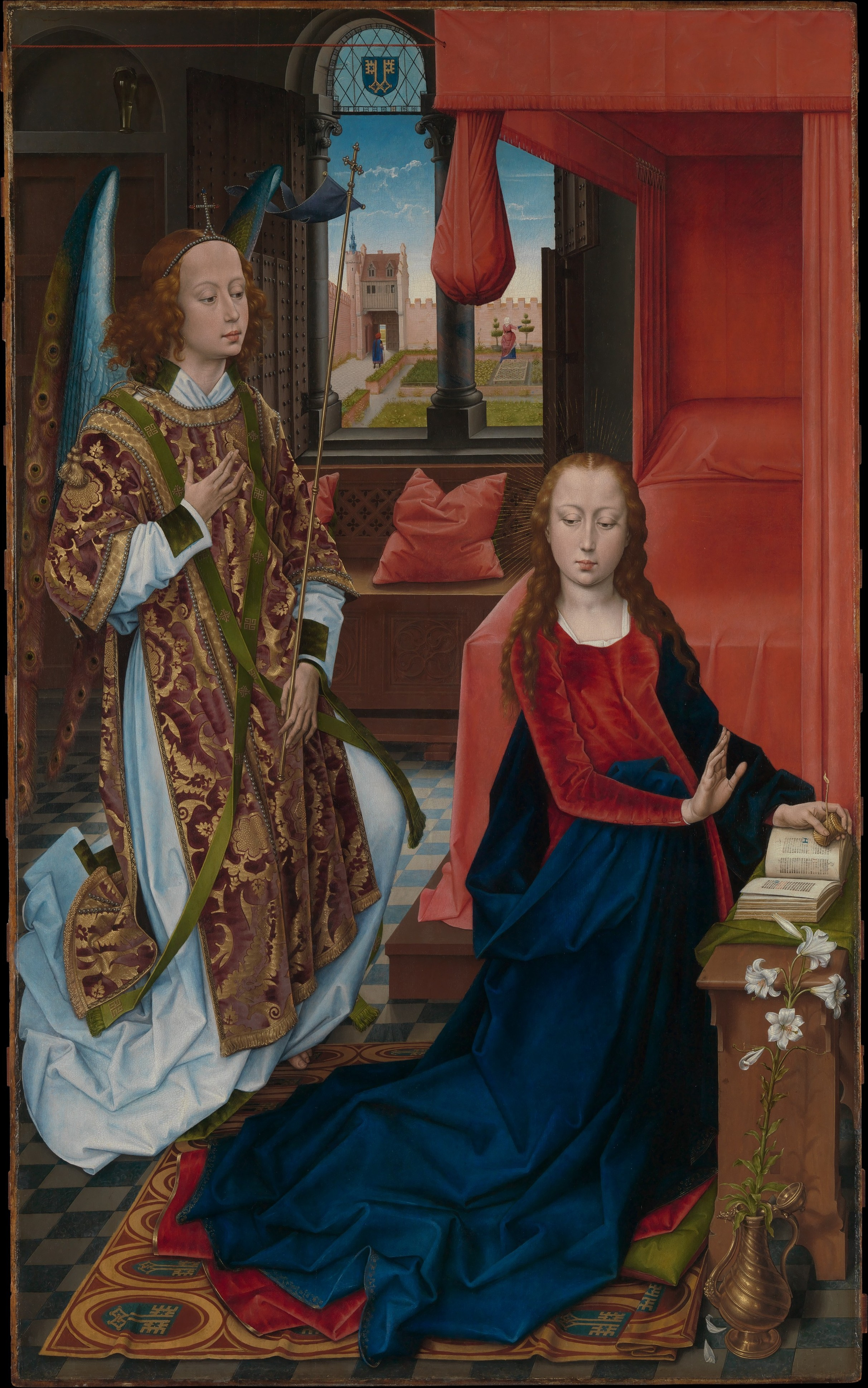
«Благовещение» (выполнена по заказу Ферри де Клюньи приблизительно 1465—1475 года). Написана в мастерских ван дер Вейдена или Ханса Мемлинга, экспонируется в Метрополитен-музее в Нью-Йорке

Работа достаточно сильно перекликается с несколькими изображениями ван дер Вейдена: луврским «Благовещением» (1430), «Алтарём Святого Колумба» и «Благовещением», выполненным по заказу Ферри де Клюньи. Последняя картина приписывается как ван дер Вейдену, так и Мемлингу. Подобное влияние объясняется тем, что Мемлинг, предположительно в 1465-м году, обучался в мастерской ван дер Вейдена в Брюсселе до основания собственной студии в Брюгге. «Благовещение» Мемлинга более новаторское, в нём есть отсутствующие в более ранних работах мотивы, такие как сопровождающие ангелы. Согласно историку Тиллу-Хольгер Борчерту,  Мемлинг был не только знаком с мотивами работ ван дер Вейдена и его композиционным стилем, но также мог и ассистировать художнику в его мастерских. Ставни справа скопированы с луврской работы ван дер Вейдена, а завязанная в узел завеса появляется в «Благовещении» триптиха «Алтарь Святого Колумба».
Ощущение движения пронизывает всю картину. Края облачения Архангела Гавриила выходят за границы обозримого пространства, обозначая его недавнее появление. «Извивающаяся» поза Девы Марии с поддерживающими её ангелами также добавляют ощущение движения. Подобранная художником цветовая гамма оказывает поразительный эффект. Традиционные лучи света заменены индикаторами светлых цветов. Так, белые одежды изображены ледяно-голубыми, а жёлтые пятна рядом с фигурой ангела справа создают эффект «утопания в свете». Напротив, ангел слева с тёмно-зелёными крыльями словно погружён в тень и одет в одежду цвета лаванды. По словам Блума, «эта мерцающая поверхность придаёт [фигурам] неземное качество, отделяя их от более приземлённого мира спальни». Подобное цветовое изображение не является типичным для ранней нидерландской живописи, построенной на принципах натурализма и реализма. Техника Мемлинга вызывает «поразительное» сопоставление, «неустойчивый» и противоречивый эффект.

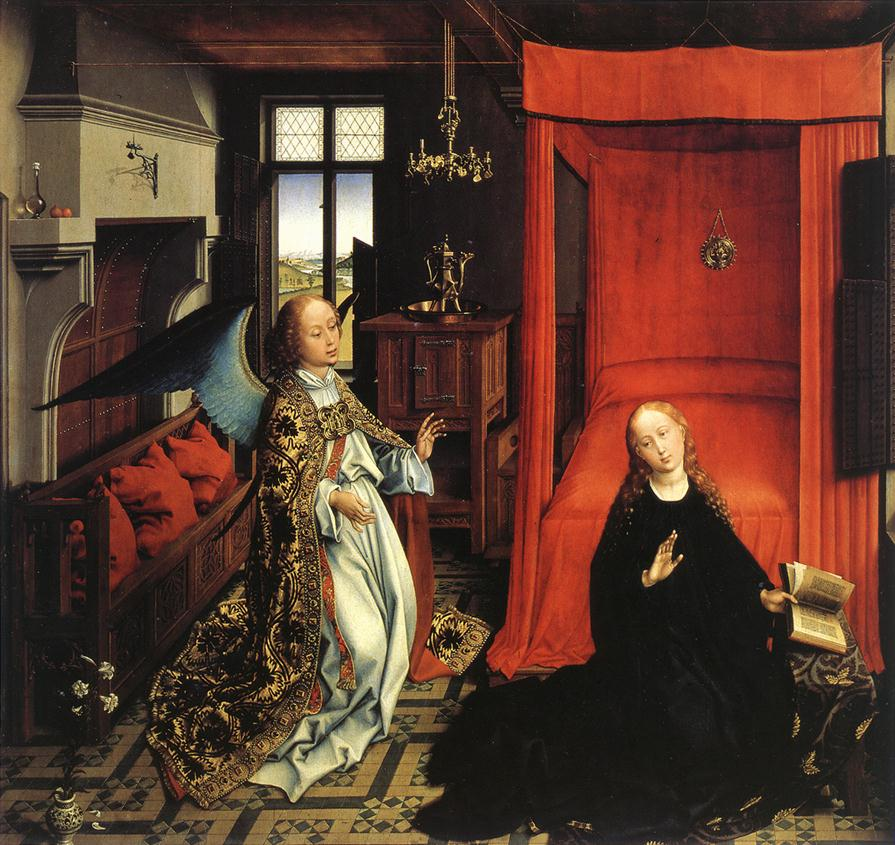
Центральная часть (1430). Экспонируется в Лувре

Исследователи творчества Мемлинга не пришли к единому мнению, была ли деревянная панель отдельной работой или частью большего алтаря — разломанного полиптиха. Согласно Эйнсворт, размер работы и «сакральная природа его объекта подходили для семейной часовни в церкви или монастыре, а также для часовни гильдии». Невредимая вписанная рама свидетельствует о том, что скорее всего работа была задумана как единое целое, поскольку крылья алтаря обычно не имели отдельного оформления. В то же время небольшой наклон плиток пола слева направо может свидетельствовать, что дубовая доска могла служить левым крылом. Никакой информации об оборотной стороне доски не сохранилось.
Технический анализ работы показал, что под краской сохранились характерные для Мемлинга обширные наброски. Все фигуры, кроме голубя, сосуда с водой и верёвочного фитиля на серванте были написаны фюзеном. В окончательной версии изображения художник увеличил рукава платья Богородицы и изменил положение посоха Архангела Гавриила. Он также сделал небольшие надрезы для обозначения положения голубя и плитки на полу.
Единственным сомневающимся в атрибуции 1847 года, проведённой Густавом Ваагеноми называющий автором Ханса Мемлинга, был Уильям Генри Джеймс Уоллес. В 1903 году историк объявил, что Мемлинг «никогда бы и не думал о том, чтобы ввести в репрезентацию этой мистерии [Благовещения] этих двух сентиментальных и растроганных ангелов».

## Провенанс и состояние
Первые упоминания о работе появляются в 1830-е, когда она находилась во владении семьи Радзивилл. В 1832 году картину увидел искусствовед Сюльпис Буассере и позднее сообщил, что панель обнаружил Антоний Радзивилл в одном из имений, принадлежащих его отцу. Густав Вааген предполагал, что полотно могло принадлежать Николаю Христофору Радзивиллу (1549—1616), который предположительно унаследовал его от своего брата кардинал-священника Юрия Радзивилла (1556—1600). Дубовая доска находилась во владении семьи вплоть до 1920 года, когда Екатерина Радзивилл продала её братьям Дувейн в Париже. В октябре этого же года Филипп Леман выкупил картину у Генри Дувейна и включил её в свою художественную коллекцию, в настоящее время экспонируемую в нью-йоркском Метрополитен-музее.
Общее состояние работы оценивается как хорошее. Мемлинг написал картину на двух дубовых панелях, каждая из которых была около 28 см. Оригинальная рама с указанным годом создания не сохранилась — вероятнее всего, она была выброшена в 1830 году. Документально известно о трёх проведённых реставрациях. Первый раз «Благовещение» реставрировали, когда Антон Радзивилл обнаружил картину, проколотую стрелой, в поместье отца. Тогда мантия Девы Марии и телесные цвета работы были сильно перекрашены, а также исправлен нанесённый механический вред. Оригинальная рама была выброшена, однако её описание предполагает, что на ней был изображён личный герб, предположительно, Юрия Радзивилла. Вторая реставрация проведена сразу после выставки в Брюгге в 1902 году. Последнюю крупную реставрационную работу осуществили по заказу Филиппа Лемана после 1928 года, по его же просьбе изображение перенесли на холст. Перенос осуществили без крупных повреждений, однако края изображения, скорее всего, были расширены. В пользу этого говорит фотография XIX века, на которой видно, что на всех четырёх сторонах окрашенной поверхности видна древесина. Риза архангела Гавриила и ваза с цветами были перекрашены из-за невозможности установить оригинальную цветовою гамму.
Когда Буассери впервые увидел картину, он записал дату её создания как 1480 год. Последняя цифра датировки была выцветшей и поэтому трудно читаемой, а к 1899 году стала и вовсе не разборчивой. Вааген предположил, что датой создания мог быть 1482 год, в то время как искусствовед Дирк де Вос указал на 1489-й. Определение точной даты затруднено спецификой стиля Мемлинга. По мнению Стерлинга, картина также может относиться к более ранней дате, поскольку имеет слишком много стилистических схожестей с ранней работой Мемлинга «Алтарь Святого Иоанна». Эйнсворт склоняется к более поздней дате как более соответствующей зрелому стилю конца 1480-х годов.